# Intorno ad Anatolio
Intorno ad Anatolio (Clustering Round Young Bingo) è un racconto dello scrittore britannico P. G. Wodehouse, apparso per la prima volta nel 1925 su due periodici, e in volume nella raccolta di racconti Carry on, Jeeves tradotta in italiano nel 1928 col titolo Avanti Jeeves!.
Nel racconto, la moglie di Bingo Little è alla ricerca di una brava domestica, zia Dahlia è alla ricerca di una brava cuoca, Bingo è preoccupato per un articolo imbarazzante che sua moglie (famosa romanziera nota come Rosie M. Banks) sta scrivendo su di lui per Milady's Boudoir, il settimanale femminile diretto da zia Dahlia.

## Storia editoriale
Clustering Round Young Bingo è stato pubblicato per la prima volta sulla rivista statunitense The Saturday Evening Post del 21 febbraio 1925 e successivamente sul mensile britannico The Strand Magazine dell'aprile 1925; le due versioni, pressoché identiche, erano entrambe illustrate: quella del Saturday Evening Post era illustrata da H.J. Mowat, quella dello Strand Magazine da Arthur Wallis Mills. Il racconto è stato pubblicato nello stesso anno nel volume Carry on, Jeeves, tradotto in italiano per la prima volta nel 1928 da Silvio Spaventa Filippi.

## Trama
Bertie Wooster, l'io narrante, scrive un articolo intitolato "Il guardaroba dell'uomo elegante" per Milady's Boudoir, il settimanale femminile diretto da zia Dahlia. Il suo puntiglioso valletto Jeeves approva il contenuto dell'articolo, tranne l'affermazione di Bertie secondo cui le camicie di seta possono essere indossate con l'abito da sera. Per cambiare argomento di conversazione, Bertie chiede a Jeeves se conosca una domestica esperta: i suoi amici Little (Bingo e sua moglie Rosie) hanno una casa piena di preziose porcellane fracassate continuamente dalla loro attuale domestica. 
Bertie si reca poi alla redazione del Milady's Boudoir per consegnare il suo articolo, e nell'androne dell'edificio incontra la signora Little la quale invita Bertie per l'indomani sera a cena dove saranno presenti, oltre a lei e al marito Bingo, i signori Travers, ossia zia Dahlia e suo marito Thomas. Bertie accetta con entusiasmo perché Anatole, il cuoco dei Little, è rinomato per la sua straordinaria abilità. In seguito Bertie vede la zia Dahlia la quale lo informa di essere alla disperata ricerca di una cuoca: quella attuale sta rovinando l'apparato digerente e (soprattutto) l'umore di suo marito Tom, a sua volta sparagnino finanziatore del Milady's Boudoir.
La cena a casa Little, la sera successiva, è stata sublime e lo zio Tom ne è rimasto entusiasta. Quando Bertie ritorna al suo appartamento, Jeeves lo informa che lo zio George Wooster, noto viveur, si recherà nella stazione termale di Harrogate per recuperare la salute e vorrebbe che Bertie lo accompagnasse; ma Bertie rifiuta. Al mattino Bertie riceve la visita di Bingo il quale confida a Bertie e Jeeves che sua moglie Rosie sta scrivendo per Milady's Boudoir un imbarazzante articolo sulla loro vita coniugale, intitolato «Come mi mantengo l'affetto del mio marito-bambino»: Bingo chiede loro consigli su come impedirne la pubblicazione. Jeeves suggerisce a Bingo di permettere ad Anatole di trasferirsi dalla famiglia Travers; la signora Little non perdonerebbe mai alla signora Travers di averle rubato il cuoco, rifiuterà di collaborare al Milady's Boudoir e di conseguenza l'imbarazzante articolo non sarà più pubblicato. Sebbene riluttante, Bingo accetta di rinunciare ad Anatole. 
Anatole rifiuta tuttavia di andarsene da Casa Little perché è innamorato della cameriera della signora Little. Come piano alternativo, Bingo convince Bertie a intrufolarsi nella stanza di Rosie per rubare il cilindro del dittafono su cui la moglie ha registrato l'articolo. Più tardi Bertie entra di soppiatto nella casa dei Little per rubare il cilindro, ma un cane pechinese si mette ad abbaiare rumorosamente prima che il furto sia eseguito: intervengono una cameriera e un poliziotto, e solo fortunosamente Bertie riesce a sfuggire all'arresto. 
Jeeves consiglia a Bertie di recarsi ad Harrogate dallo zio George, per evitare altre possibili e pericolose proposte da parte di Bingo. Ad Harrogate, Bertie incontra anche zia Dahlia e zio Tom, felici perché sono finalmente riusciti ad avere al proprio servizio il cuoco Anatole. Bertie, confuso, ritorna a Londra per chiedere a Jeeves cosa sia successo. E Jeeves fornisce la soluzione: Jeeves aveva appreso che un tempo Anatole aveva sedotto e abbandonato la cameriera di zia Dahlia. Jeeves fece allora assumere questa cameriera dalla signora Little. Anatole, per evitare di trovarsi contemporaneamente vicino a due cameriere con le quali era stato fidanzato, si licenziò dai Little per farsi assumere dai Travers. Jeeves rivela a Bertie di essere stato ben ricompensato: ha ricevuto venti sterline da Bingo, venticinque da zia Dahlia, dieci da Rosie, venticinque da zio Tom e dieci da zio George. Per regalo, Bertie dà a Jeeves altre cinque sterline e promette di rinunciare a indossare le camicie di seta.

## Critica
Kristin Thompson osserva come in "Intorno ad Anatolio" Jeeves non ha informato Bertie dei suoi intenti e delle sue attività. Verso la fine del racconto Jeeves rivela a Bertie di essere stato ricompensato dai soggetti coinvolti, compreso George Wooster, lo zio di Bertie il quale desiderava che il nipote lo raggiungesse ad Harrogate. Bertie si stupisce:
«Non dirmi che anche zio George t'ha dato qualche cosa. Perché mai?»
«Ebbene, sì, signore, e veramente non so spiegarmelo; ho ricevuto da lui un assegno bancario di dieci sterline. Sembra ch'egli abbia avuto l'impressione che sia stato io a persuadervi ad andare a raggiungerlo ad Harrogate.»
(P.G. Wodehouse, Intorno ad Anatolio, ed. Bietti, 1973, p. 253)
In realtà Jeeves era davvero responsabile dell'andata di Bertie ad Harrogate, ma evita di affermarlo direttamente. Il lettore può dedurre che lo zio George aveva offerto a Jeeves dieci sterline per convincere Bertie a recarsi da lui, o quanto meno che Jeeves aveva fondate ragioni per prevedere una ricompensa a causa di qualcosa che lo zio George aveva detto. Ma Jeeves non può dirlo a Bertie, e fa pertanto un commento ambiguo sulla ricompensa avuta dallo zio George che Bertie non può interpretare, ma il lettore può.

Per il resto, Come nelle altre opere di Wodehouse della serie "Jeeves e Bertie Wooster", è fonte di ilarità il contrasto tra il registro linguistico del servitore (Jeeves) e del suo datore di lavoro (Bertie Wooster). Il linguaggio di Bertie è per lo più poco preciso. Per esempio, Bertie usa spesso in sequenza due o tre parole alternative per descrivere la stessa cosa, ad esempio per descrivere la goffaggine della cameriera della signora Little usa tre termini meteorologici: «Quella che ha ora passa tra gli oggetti d'arte come un uragano, un tifone, un ciclone.».

### Edizioni

#### Originali
- (EN) Carry On, Jeeves, London, Herbert Jenkins, 1925.
- (EN) Carry On, Jeeves, Leipzig, B. Tauchnitz, 1925.
- (EN) Carry On, Jeeves, New York, George H. Doran, 1927.
- (EN) Clustering Round Young Bingo, in Carry on, Jeeves, Harmondsworth etc., Penguin books, 1988,  pp. 198-227, ISBN 0140011749.

#### Traduzioni
- Avanti, Jeeves!: romanzo umoristico inglese, traduzione di Silvio Spaventa Filippi, Milano, Monanni, 1928.
- Avanti, Jeeves!: romanzo umoristico inglese, traduzione di Silvio Spaventa Filippi, Milano, Bietti, 1933.
- Intorno ad Anatolio, in Avanti, Jeeves!, traduzione di Silvio Spaventa Filippi, revisione di Claudio Redi, Milano, Bietti, 1973,  pp. 223-254.
- Avanti, Jeeves!, traduzione di Franco Salvatorelli, Milano, Mursia, 1991, ISBN 88-425-2680-0.
- Avanti, Jeeves!, traduzione di Tracy Lord, Milano, Polillo, 2011, ISBN 978-88-8154-293-2.

### Fonti critiche
- (EN) Nigel Cawthorne, A Brief Guide to Jeeves and Wooster, London, Constable & Robinson, 2013, ISBN 978-1-78033-824-8.
- (EN) Robert A., Jr. Hall, The Comic Style of P. G. Wodehouse, Hamden, Archon Books, 1974, ISBN 0-208-01409-8.
- (EN) Eileen McIlvaine, Louise S. Sherby e James H. Heineman, P. G. Wodehouse: A Comprehensive Bibliography and Checklist, New York, James H. Heineman Inc., 1990, ISBN 978-0-87008-125-5.
- (EN) David A. Jasen, P.G.Wodehouse: a portrait of a master, New York, Mason & Lipscomb, 1974, ISBN 0884050106.
- (EN) Kristin Thompson, Wooster Proposes, Jeeves Disposes or Le Mot Juste, New York, James H. Heineman, Inc., 1992, ISBN 0-87008-139-X.